# Republic XF-91 Thunderceptor
Il Republic XF-91 Thunderceptor, originariamente indicato come XP-91, fu un caccia intercettore a propulsione mista sviluppato dall'azienda statunitense Republic Aviation Corporation nella seconda metà degli anni quaranta e rimasto allo stato di prototipo.
Il modello utilizzava un motore turbogetto per la maggior parte del volo ed un gruppo di quattro piccoli motori a razzo per aumentarne la spinta durante la salita e l'intercettazione. Il progetto si rivelò in gran parte obsoleto per l'epoca e fu abbandonato a causa del rapido miglioramento delle prestazioni dei motori turbogetto contemporanei. Furono completati soltanto due prototipi, uno dei quali fu il primo aereo da caccia statunitense a superare la velocità del suono in volo livellato.

## Storia del progetto

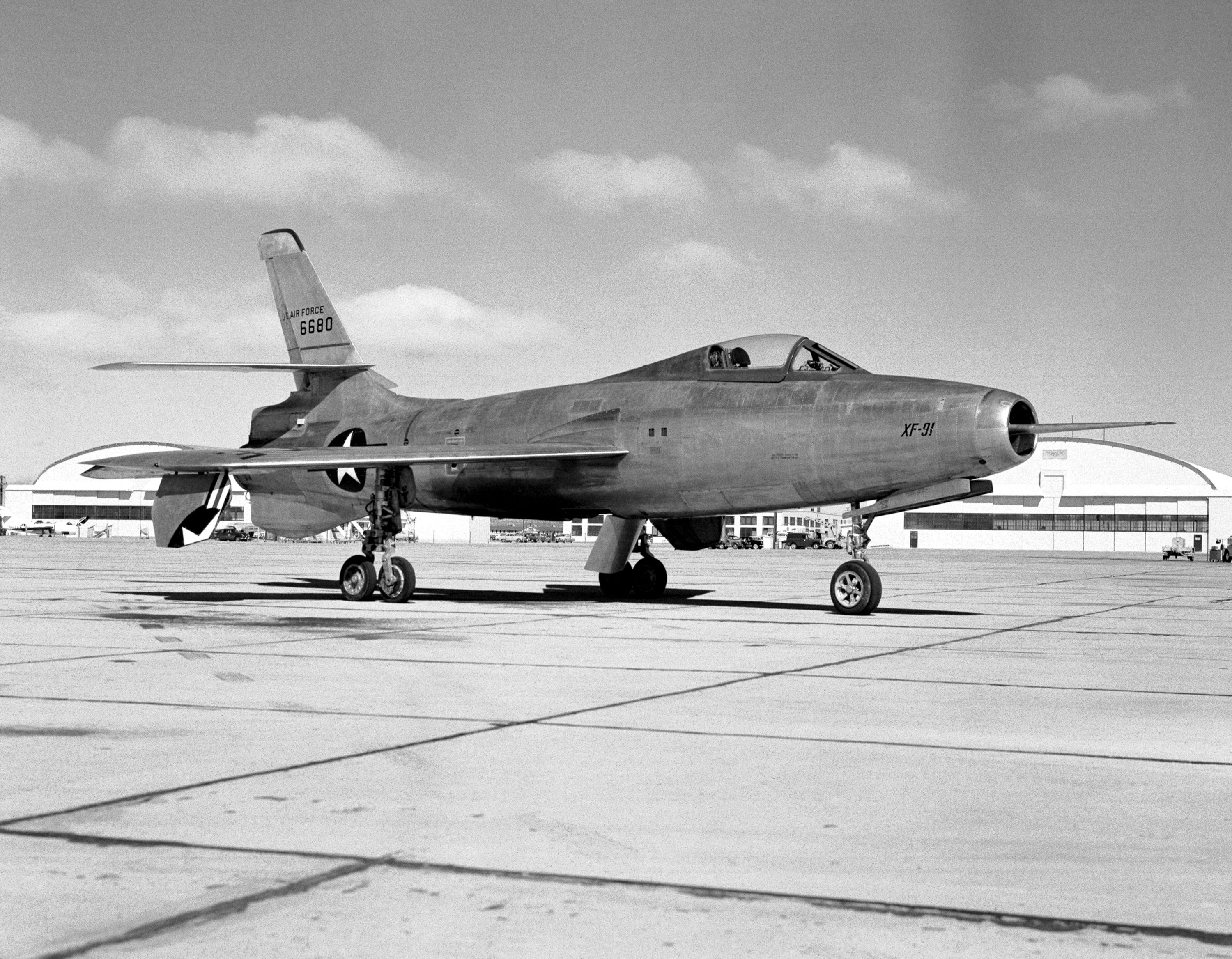
L'XF-91 in sosta alla Edwards Air Force Base nel 1951.

Il Thunderceptor fu una delle due modifiche con ala a freccia basate sull'originale Republic F-84 Thunderjet, l'altra fu il Republic F-84F Thunderstreak che fu eseguita più tardi.
Un serio problema con la maggior parte degli apparecchi con ala a freccia dell'epoca erano le scarse prestazioni a basse velocità ed a elevati angoli d'attacco (l'angolo formato dall'ala rispetto alla effettiva direzione di moto dell'aereo). Il flusso rallentato sul dorso dell'ala tendeva a scivolare verso le estremità: questo fenomeno porta a separare il flusso d'aria dal dorso, facendo stallare l'estremità (di solito un'estremità stalla per prima, rendendo il fenomeno e la manovra conseguente, asimmetrici). In questa situazione viene perciò a mancare un contributo di portanza a valle del baricentro dell'apparecchio, e conseguentemente il velivolo tenderà ad alzare il muso (in volo diritto), aumentando così il proprio angolo d'attacco.
Gli aeroplani caduti in questa manovra spesso erano vittime di incidenti, tanto che una serie di questi, avvenuti sull'F-86 Sabre, portarono all'espressione «Sabre dance» (danza del Sabre). Il più famigerato di questi incidenti fu la perdita dell'F-100C-20-NA Super Sabre 54-1907 durante un tentativo di atterraggio di emergenza sulla pista della Edwards Air Force Base, in California, il 10 gennaio 1956, filmato da un gruppo di telecamere casualmente posizionate per alcune prove. Il pilota lottò per mantenere il controllo fino a quando un'ala non stallò facendo scivolare l'apparecchio verso il suolo e facendolo esplodere.
La più importante caratteristica del progetto del Thunderceptor era volta alla soluzione di questo problema. L'ala infatti aveva una corda (distanza tra bordo d'attacco e bordo d'uscita di una sezione alare) considerevolmente maggiore all'estremità che alla radice (esattamente 95 pollici, 241,3 cm, alla radice contro 154,5 pollici, 392,43 cm, all'estremità). Questa soluzione riduce il fenomeno dello stallo d'estremità, facendo in modo che l'estremità stalli assieme al resto dell'ala. Un effetto secondario del particolare disegno della pianta alare fu che le ruote del carrello principale potevano essere ospitate nelle capienti estremità alari, permettendo al carrello di ruotare verso l'esterno per essere alloggiato in posizione retratta e di utilizzare due piccole gomme anziché una più grande.
Un'altra novità introdotta nel progetto fu la possibilità di variare l'angolo di incidenza dell'intera ala durante il volo (precisamente da −2° a 5,65°), inclinandola verso l'alto nelle operazioni a bassa velocità come decollo ed atterraggio e poi orizzontalmente per il volo in crociera o ad alte velocità. Ciò permetteva alla fusoliera di rimanere il più possibile parallela al suolo migliorando la visibilità.
In accordo verso il ruolo per il quale era concepita la macchina, il muso fu ridisegnato per ospitare il radar, forzando i progettisti a spostare le prese d'aria dalla loro posizione originale davanti al muso al di sotto di esso. La fusoliera d'altra parte rimase molto simile a quella dell'F-84 originale. Il primo prototipo non incluse il cono della carenatura del radar, che fu montato sul secondo.
Il primo prototipo compì il primo volo il 9 maggio del 1949, superando la velocità del suono nel dicembre del 1951. Questo prototipo fu poi dotato di una piccola ogiva sul muso per l'alloggiamento dell'artiglieria. Il secondo prototipo incluse un'ogiva più grande per la carenatura del radar ed una presa d'aria spostata sotto al muso, per il resto restava identico al predecessore. Successivamente venne modificato con una nuova sezione di coda che rimpiazzava i piani verticale ed orizzontali con superfici posizionate a V. Con entrambi i tipi di motore attivati l'apparecchio era in grado di raggiungere Mach 1,71, una velocità di tutto rispetto per gli anni cinquanta. Entrambi i prototipi vennero sperimentati per molti anni.
Come intercettore il Thunderceptor fu presto eclissato da altri progetti, ma come lo stesso Thunderceptor, nessuno di questi venne avviato alla produzione di serie. L'Aeronautica militare degli Stati Uniti decise di attendere il breve periodo necessario ad introdurre il progetto vincitore della specifica WS-201A su un aereo da intercettazione che sarebbe dovuto entrare in servizio nel 1954. Il Thunderceptor, come altri intercettori dell'epoca, aveva un tempo di volo assai ridotto, dell'ordine dei 25 minuti, rendendolo inutile per la protezione di una vasta area come quella del territorio degli Stati Uniti d'America. I progetti nati sulle specifiche WS-201A superarono l'XF-91 in velocità, raggio d'azione, tempo di permanenza in missione e inclusero radar e sistemi di controllo di tiro necessari per missioni notturne ed ognitempo. L'era del caccia unicamente diurno era terminata.

## Esemplari superstiti
Il secondo prototipo, matricola 46-681, subì un guasto al motore durante il decollo dalla pista di Edwards nell'estate del 1951. Il pilota collaudatore della Republic Aviation, Carl Bellinger, riuscì a riatterrare e a uscire dall'abitacolo appena la coda iniziò a fondere, dopo appena 90 secondi di volo. Quando la squadra antincendio arrivò sul posto, dopo aver percorso sette miglia (11 km circa) attraverso il lago salato, la sezione di coda era ridotta in cenere. Il secondo prototipo fu quindi dotato di una sezione di coda a V (anche detta a farfalla) e fu provato in volo con questa configurazione.
Il 46-681 fu poi usato, sempre nella base di Edwards, per gli addestramenti delle squadre di emergenza e quindi rottamato.
Il primo prototipo, numero di serie 46-680, è conservato al National Museum of the United States Air Force.

### Aerei comparabili
- Saunders-Roe SR.53
- Saunders-Roe SR.177